# Хазбе Алла (Афганистан)
Хезбе Алла (персидский : حزب الله) — Афганская шиитская группировка моджахедов, создана иранским руководством в 1982 году для консолидации контрреволюционных сил моджахедов и осуществления экспорта исламской революции в Афганистан. Вооруженные формирования «Хезбе алла» отличались особой жестокостью по отношению к сторонникам режима НДПА. Наибольшая активность её членов проявлялась в западных и южных провинциях Афганистана (Герат, Фарах, Нимроз и Кандагар). Штаб квартира находилась в Мешхеде. Численность боевых отрядов составляла — около 4 тыс. чел.
В 2005 году зарегистрирована как политическая партия в Афганистане с тем же названием. После падения Кабула в 2021 году лидер партии Кари Ахмад заявил, что его партия не выступает против талибана. По его словам, новое правительство заверило его, что афганские шииты не будут подвергаться дискриминации. Он также заявил, что Исламская Республика не смогла сохранить стабильность и безопасность в Афганистане и что Исламский Эмират улучшит ситуацию в стране.